# Mikrofluidik

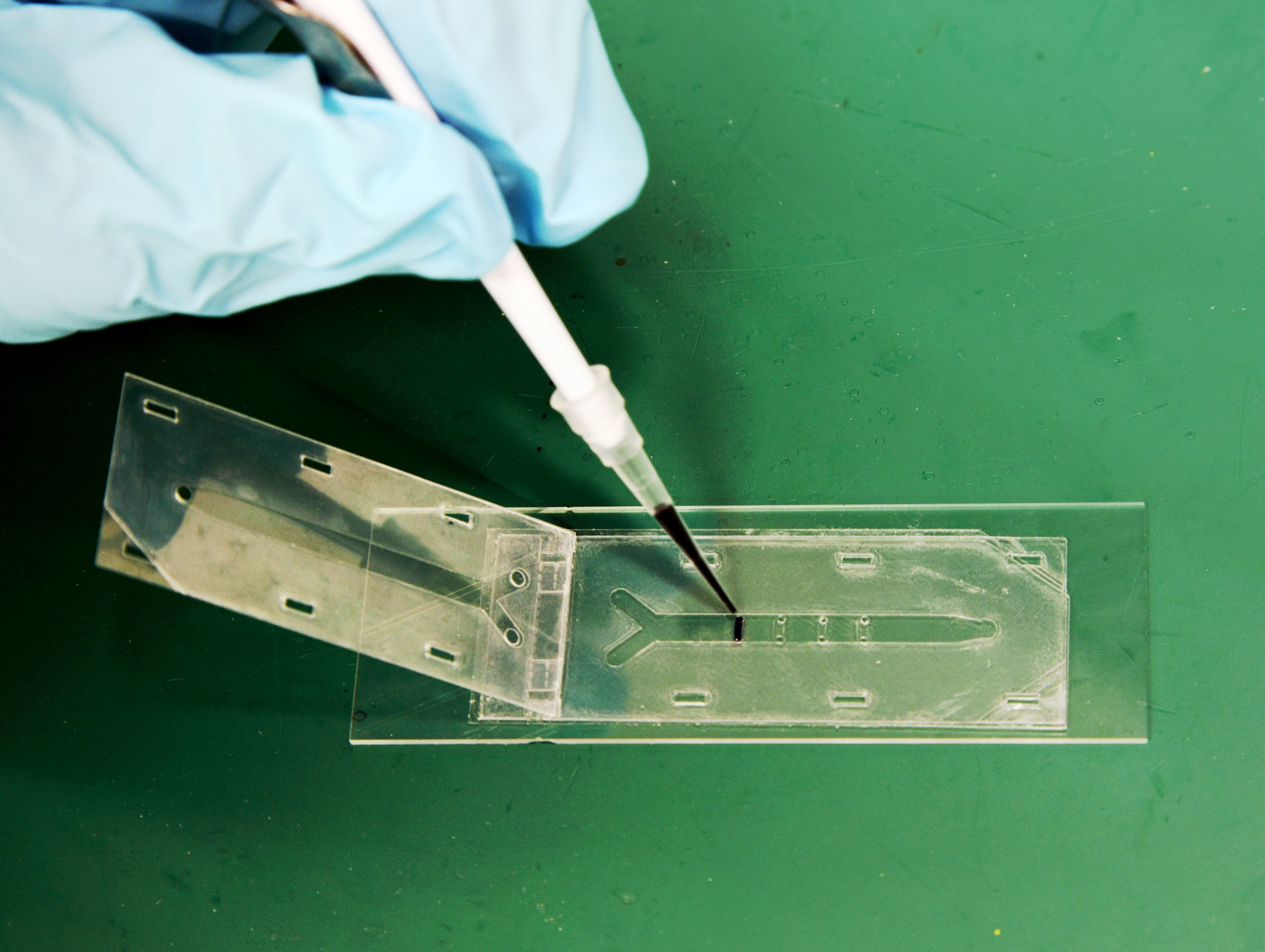
En mikrofluidisk enhet, bestående av en glasskiva, plastskivor samt dubbelsidig tejp. I denna exponeras celler för olika koncentrationer av en kemikalie.

Mikrofluidik är läran om hur vätskor, som är fysiskt avgränsade till mikrometerskala i åtminstone en dimension, beter sig, uppmäts och manipuleras. Det är ett multidisciplinärt forskningsfält som inkluderar element från ingenjörsvetenskap, fysik, kemi, biokemi, mikroteknik, nanoteknik och bioteknik, med praktiska tillämpningar inom utformningen av system som behandlar mycket små volymer av vätska för att åstadkomma bland annat multiplexning, automation och högeffektiv screening. Mikrofluidik uppstod i början av 1980-talet, till en början med tillämpningar inom inkjet-printhuvud för skrivare och sedermera för lab-on-a-chip-tekniker, mikroframdrivning och mikrotermiska teknologier. 
Mikrofluidik kan användas för medicinsk diagnostik. 
En förekommande plattform för mikrofluidiska instrument är den bekanta CD-skivan. På CD-skivan har mikroskopiska passager skapats, vanligen genom fotolitografi eller formpressning. Vätskan som ska analyseras placeras i skivans mitt. Sedan driver CD-skivans rotation genom centrifugalkraften vätskan genom CD-skivans mikroskopiska kammare, som avläses genom fluorescens.